# Політичне управління Червоної армії
Політичне управління Червоної армії (рос. Политическое управление Красной армии) — орган управління КПРС, який відповідав за керівництво партійно-політичною роботою в Радянських Збройних Силах. Працював на правах відділу ЦК КПРС.
На Політуправління покладалися завдання щодо: керівництва політичними органами, партійними і комсомольськими організаціями в Збройних Силах СРСР, забезпечення партійного впливу на всі сторони життя і діяльності військ, на підвищення їх бойової готовності, зміцнення дисципліни і політико-морального стану особового складу; розробка пропозицій з найважливіших питань партбудівництва і комсомольської роботи в Збройних Силах відповідно до Програми, Статуту КПРС і постанов ЦК партії; перевірка виконання політичними органами і парторганізаціями вказівок Комуністичній партії і Радянського уряду, наказів і директив міністра оборони; організація всієї ідеологічної роботи в армії і на флоті, узагальнення і поширення передового досвіду бойової і політичної підготовки військ, партійно-політичної, виховної і масової роботи; підбір і розставляння кадрів політпрацівників.
Директиви з питань партійно-політичної роботи в Збройних Силах СРСР видавалися за підписом міністра оборони і начальника ГОЛОВПУ з схвалення ЦК КПРС. У складі ГОЛОВПУ управління: організаційно-партійної роботи, пропаганди і агітації; відділи: кадрів, комсомольської роботи тощо. При ГОЛОВПУ була Партійна комісія.

## Військові звання військово-політичного складу РСЧА
У 1935 році з введенням персональних звань командного складу були РСЧА введені також спеціальні звання для політробітників. 
Рішенням ДКО від 9 жовтня 1942 року в армії і на флоті була ліквідована система військових комісарів, всім їм було надано командні звання. Звання надавалися на ступінь нижче. Так наприклад, якщо раніше молодший політрук дорівнювався лейтенантові, то нове звання йому надавалося - молодший лейтенант.

### Військово-політичний склад в сухопутних, військово-повітряних силах, а також в некорабельному складі військово-морських сил
Порівняльна таблиця звань військово-політичного складу і командного складу РСЧА (1935-1942)
|                                                    |                                                    |                          |                           |                          |
| Армійський комісар 1-го рангу Командарм 1-го рангу | Армійський комісар 2-го рангу Командарм 2-го рангу | Корпусний комісар Комкор | Дивізійний комісар Комдив | Бригадний комісар Комкор |

|                                    |                                    |                                                   |                            |
| Полковий комісар Полковник 1940-42 | Полковий комісар Полковник 1935-40 | Старший батальйонний комісар Підполковник 1940-42 | Батальйонний комісар Майор |

|                          |                            |                                     |
| Старший політрук Капітан | Політрук Старший лейтенант | Молодший політрук Лейтенант 1937-42 |

### Військово-політичний склад корабельного складу військово-морських сил
Порівняльна таблиця звань військово-політичного складу і командного складу військово-морського флоту (1937-1940)
|                                                        |                                                        |                                      |                                       |                                   |
| Армійський комісар 1-го рангу Флагман флоту 1-го рангу | Армійський комісар 2-го рангу Флагман флоту 2-го рангу | Корпусний комісар Флагман 1-го рангу | Дивізійний комісар Флагман 2-го рангу | Бригадний комісар Капітан І рангу |

|                                   |                                        |
| Полковий комісар Капітан ІІ рангу | Батальйонний комісар Капітан ІІІ рангу |

|                                    |                            |  |
| Старший політрук Капітан-лейтенант | Політрук Старший лейтенант |  |

## Керівники управління
| Армія | Флот |
| --- | --- |
| Політвідділ і політуправління РВСР (1919—1922) - 31.05.1919 — ??.01.1921 — Смілга Івар Тенісович (1892—1937) - 03.01.1921 — 13.05.1921 — Соловйов Василь Іванович (1890 — 29.7.1939) - 13.05.1921 — 09.01.1922 — Гусєв Сергій Іванович (1874—1933) | |
| Політичне управління РВР СРСР (1922—1924) - 09.01.1922 — 28.08.1922 — Серебряков Леонід Петрович (1888 — 1937) - 28.08.1922 — 17.01.1924 — Антонов-Овсієнко Володимир Олександрович (1883—1938) - 17.01.—28.03.1924 — Бубнов Андрій Сергійович (1884—1938) | |
| Політичне управління РСЧА (1924—1940) - 28.03.1924 — 01.10.1929 — Бубнов Андрій Сергійович - 01.10.1929 — 31.05.1937 — Гамарник Ян Борисович (1894—1937), армійський комісар 1 рангу - 06.—12.1937 — Смирнов Петро Олександрович (1897—1939), армійський комісар 1 рангу - 30.12.1937 — 25.07.1940 — Мехліс Лев Захарович (1889—1953), армійський комісар 1 рангу                                             | Політичне управління РСЧФ (1938—1940) - 01.—06.1938 — Шапошников Михайло Романович (1899—1938), корпусний комісар - 21.06.1938 — ??.05.1939 — Надьожин Іван Павлович, бригадний комісар - ??.05.1939 — ??.08.1940 — Рогов Іван Васильович (1899—1949), армійський комісар 2 рангу |
| Головне управління політичної пропаганди Червоної армії (1940—1941) - 25.07.—06.09.1940 — Мехліс Лев Захарович, армійський комісар 1 рангу - 06.09.1940 — 21.06.1941 — Запорожець Олександр Іванович (1899—1959), армійський комісар 1 рангу - 21.06.—16.07.1941 — Мехліс Лев Захарович, армійський комісар 1 рангу                                                                                           | Головне управління політичної пропаганди ВМФ СРСР (1940—1941) - ??.08.1940 — 22.07.1941 — Рогов Іван Васильович, армійський комісар 2 рангу |
| Головне політичне управління РСЧА (1941—1946) - 16.07.1941 — 12.06.1942 — Мехліс Лев Захарович, корпусний комісар - 12.06.1942 — 10.05.1945 — Щербаков Олександр Сергійович (1901—1945), генерал-полковник - 08.09.1945 — ??.02.1946 — Шикін Йосип Васильович (1906—1973), генерал-полковник | Головне політичне управління ВМФ СССР (1941—1946) - 22.07.1941 — ??.02.1946 — Рогов Іван Васильович, генерал-полковник |
| Головне політичне управління Збройних Сил СРСР (1946—1950) - ??.02.1946 — ??.02.1949 — Шикін Йосип Васильович, генерал-полковник - ??.02.1949 — ??.02.1950 — Кузнецов Федір Федотович (1904—1979), генерал-полковник | |
| Головне політичне управління Радянської армії (1950—1953) - 02.—03.1950 — Кузнецов Федір Федотович, генерал-полковник - 03.—07.1950 — Крайнюков Костянтин Васильович, (1902—1975), генерал-полковник - ??.07.1950 — ??.04.1953 — Кузнецов Федір Федотович, генерал-полковник | Головне політичне управління ВМФ СРСР (1950—1953) - ??.03.1950 — 06.03.1953 — Захаров Семен Єгорович (1906—1986), адмірал - 06—16.03.1953 — Брежнєв Леонід Ілліч (1906—1982), генерал-майор                                                                                       |
| Головне політичне управління Міністерства оборони СРСР (1953—1958) - ??.04.1953 — ??.01.1958 — Желтов Олексій Сергійович (1904—1991), генерал-полковник - 01.1958 — 25.04.1958 — Голиков Пилип Іванович (1900—1980), генерал-полковник | |
| Головне політичне управління Радянської армії і Військово-Морського Флоту (1958—1991) - 25.04.1958 — 30.04.1962 — Голиков Пилип Іванович, Маршал СРСР. - 30.04.1962 — 17.07.1985 — Єпішев Олексій Олексійович (1908—1985), генерал армії. - 17.07.1985 — ??.07.1990 — Лизичев Олексій Дмитрович (1928—2006), генерал армії. - ??.07.1990 — 11.01.1991 — Шляга Микола Іванович (1935—2004), генерал-полковник. | |
| Головне військово-політичне управління Збройних Сил СРСР (1991) - 11.01.—29.08.1991 — Шляга Микола Іванович (1935—2004), генерал-полковник | |